# Јапанско-српски фестивал филма
Јапанско-српски фестивал филма (скраћено: ЈСФФ) јесте фестивал који се одржава једном годишње у Београду и Токију, Јапану. Његов фокус јесте на јапанској и српској филмској уметности. Оно што је прво започело као Фестивал јапанског краткометражног филма временом је еволуирало у догађај такмичарског духа с разноврсним програмом. Удружење за развој уметности и културе CULTCRAVE доделило је ЈСФФ-у признање за најзначајнију прославу савремене јапанске кинематографије у Јужној Европи. Такође, ЈСФФ је одиграо кључну улогу у прослављању одређених режисера који су стекли признање тек након учешћа у самом фестивалу.

## Историја

### 2014. година
Године 2014. одржан је први ЈСФФ, конкретније Фестивал јапанског краткометражног филма два дана у Београду у Дому омладине у оквиру Јапанизма. Ово рано издање фестивала садржало је пројекције независних краткометражних јапанских филмова. Догађај је започео наступом кореографкиње Чиеми Фукумори и говором главног жирија, филмског критичара Ненада Дукића. Редитељ Имазеки Акијоши, један од победника овог првог издања, касније је постао чест учесник ЈСФФ-а као жири, а и говорник.

### 2015. година
Током своје друге године одржавања, 2015. године, ЈСФФ је прешао са Фестивала јапанског краткометражног филма на Фестивал јапанско-српског филма. Фестивал је увео годишњи тематски концепт, позивајући јапанске и српске филмске ствараоце да одговоре на заједничку тему. Прва истражена тема била је „идентитет“. ЈСФФ је усвојио формат два града у конктексту одржавања пројекција, те су се одржавале и у Токију и у Београду.

### 2016. година
Године 2016. ЈСФФ се преместио у Југословенску кинотеку, која је остала његово стално место за одржавање пројекција до данас. Тема ове године била је „посвећеност“, а догађај је започео драмском представом манзаи, студената Факултета савремених уметности (ФСУ) и наступом јапанског бенда 101А.

### 2017. година
Наредне године, 2017, ЈСФФ је проширио свој програм увођењем разноврснијег пратећег садржаја, укључујући заједничку изложбу јапанских и српских уметника, панел дискусије и интерактивни догађај под слоганом „Који је твој табу?", који се бави маргинализованим темама у обе земље.

### 2018. година
Године 2018. Фестивал је истраживао тему „визија“, подстакнувши на тај начин дискусије о друштвеним, технолошким, политичким и перспективама будућности у вези са трендовима. На фестивалу су се такође нашли и заједнички наступи јапанских и српских музичара који су извели песме из својих земаља на церемонији отварања у Токијском поткровљу 9.

### 2019. година
Године 2019. фестивал је отворила чланица жирија, Сандра Перовић, уредница у Редакцији филмског програма РТС-а, а јапанска глумица Хако Ошима, учесница главног програма 64. Канског фестивала с филмом Hanezunotsuki и јапански режисер Акијоши Имазеки били су судије. Ове године награђен је троструки победник, Огњен Петковић, чиме је најнаграђиванији режисер у историји ЈСФФ-а.

### 2020. година
Као одговор на глобалну пандемију, ЈСФФ је 2020. године свој програм посветио теми „брига“ и по први пут представио игране филмове. Филмови су на нетрадиционалан начин награђени за подизање свести о различитим изазовним ситуацијама које нису нужно повезане са жртвама вируса Ковид 19. Ове године Фестивал је одржан само у Србији због потешкоћа с организацијом.

### 2021. година
Тема „статус“ обележила је Фестивал 2021. године,. Она симболизује успешну борбу ЈСФФ-а с пандемијом. Редовне награде су поново уведене, а играни филмови су постали стандардни део програма. Почасни гост ове године био је Филип Маки, који је режирао филм „Снови у пламену“.

### 2022. година
Године 2022, ЈСФФ се по први пут одржао ван Београда и Токија – у Новом Саду. Преко 70 наслова било је део Фестивала, а тема је гласила „култфронтација“. Фестивал је такође обележио 140 година јапанско-српског пријатељства и приказао је кореографију Кина Макхјуа, соло наступ Ноа (101А, ИГНИС) и говоре гостујућег режисера Масата Озаве и амбасадора Такахико Кацумате. Продуцент Рудолф Бирман, глумица Хана Вагнерова и представници ТВ Јомиури такође су били део Фестивала 2022. године.

## Теме кроз године
|       | Тема на енглеском    | Тема на српском         |
| ----- | -------------------- | ----------------------- |
| 2015. | Identity             | Идентитет               |
| 2016. | Devotion             | Посвећеност             |
| 2017. | Taboo                | Табу                    |
| 2018. | Vision               | Визија                  |
| 2019. | Creators & Creations | Ствараоци и њихова дела |
| 2020. | Care                 | Брига                   |
| 2021. | Status               | Статус                  |
| 2022. | Cultfrontation       | Култфронтација          |
| 2023. | Lasting              | Трајање                 |

## Победници фестивала
| Година | Категорије и победници |
| ------ | --- |
| 2014.  | Најбољи филм: FLY! MAIHO (Takuya Ito) Друго место: AT THE LAST STOP CALLED GHOST CHIMNEY (Tetsuya Tomina) Треће место: SACRIFICE (Akiyoshi Imazeki) |
| 2015.  | Најбољи филм: DYNAMIC VENUS (Sato Kaichi) Најбољи јапански филм: HANBUNO SEKAI (Takumi Saitoh) Најбољи српски филм: STEVAN M. ŽIVKOVIĆ (Vladimir Tagić) |
| 2016.  | Најбољи филм: WORLD CHAMPION (Lana Pavkov) Најбољи јапански филм: KURAGE-KUN (Sho Kataoka) |
| 2017.  | Најбољи филм: LOOP (Matija Gluščević) Најбољи јапански филм: KINGYO (Edmund Yeo) Најбољи српски филм: lOVE (Ognjen Petković) |
| 2018.  | Најбољи филм: SPRING (Ayumi Omori) Најбољи јапански филм: PEEK A BOO (Keiko Shiraishi) Најбољи српски филм: HIDE & SEEK(Ognjen Petković) |
| 2019.  | Најбољи филм: Autumn Waltz (Ognjen Petković) Најбољи јапански филм: No one but I know (Daisuke Kamijyo) Најбољи српски филм: Dog days of summer (Nikola Stojanovic) & The Wait (Emilija Gašić) |
| 2020.  | C.A.R.E Contribution Award (за сва три филма): HARU'S NEW YEAR (Alice Il Shin) POSLEDNJA SLIKA O OCU (Stefan Djordjevic) ALBINO'S TREES (MASAKAZU KANEKO) |
| 2021.  | Најбољи филм: Echoes from a Bridge (Bilal Kawazoe) Најбољи јапански филм: TSUREZURE KANKAN (Takashi Okado, Yuki Kedoin) Најбољи српски филм: Blue Frontier (Ivan Milosаvljevic) |
| 2022.  | Најбољи српски филм: CELTS (Milica Tomovic) Најбољи јапански филм: ARISTOCRATS (Yukiko Sode) Најбољи јапански кратки филм: AIDA (Christopher W. Graham) Најбољи српски кратки филм: ADJUSTING (Dejan Petrovic) Специјална награда: LAMBLIKE (Jovan Dimoski) Источна Азија – Западни Балкан: THE STAFFROOM (Sonja Tarokic), YOKOSUKA 1953 (Tsuyoshi Kigawa); UNKNOWN MORNING (Kang Ji-sook) Најбољи азијски кратки филм: AN EXCESSIVE DAY (Zhao Danyang) Најбољи балкански кратки филм: EVERYTHING AHEAD (Mate Ugrin) Награда за најбоље дебитантско остварење: BORDERS OF LOVE (Tomasz Winsky) Најбољи филм у интернационалној селекцији: BLUE JEAN (Georgia Oakley) Најбољи кратки филм у интернационалној селекцији: LOOP (Pablo Polledri) |